# Las Palmas, Culiacán
Las Palmas är en ort i Mexiko.   Den ligger i kommunen Culiacán och delstaten Sinaloa, i den västra delen av landet, 1 000 km nordväst om huvudstaden Mexico City. Las Palmas ligger 15 meter över havet och antalet invånare är 220.
Terrängen runt Las Palmas är mycket platt. Runt Las Palmas är det ganska tätbefolkat, med 155 invånare per kvadratkilometer. Närmaste större samhälle är Eldorado, 1,8 km söder om Las Palmas. Omgivningarna runt Las Palmas är en mosaik av jordbruksmark och naturlig växtlighet.